# Alstroemeria magnifica
Alstroemeria magnifica este o specie de plante monocotiledonate din genul Alstroemeria, familia Alstroemeriaceae, descrisă de Herb..

## Subspecii
Această specie cuprinde următoarele subspecii:
- A. m. gayana
- A. m. magnifica
- A. m. maxima
- A. m. magenta
- A. m. tofoensis